# Chams ad-Din
 (septembre 2014).
Chams ad-Din (également: Chamsouddin) est un miniaturiste persan du milieu du XIVe siècle.
L'historien d'art, calligraphe et miniaturiste persan Doust Mohammad qui écrit au milieu du XVIe siècle un « Traité de la calligraphie et des peintres » y indique que Chams ad-Din est un disciple du maître miniaturiste Ahmad Moussa qui fut actif à Bagdad. Chams ad-Din vécut sous le règne du sultan Ouvaïs Ier de la dynastie des Djélaïrides, dont il se mit au service ; mais après la mort du sultan, il ne trouve plus d'employeur. Il se livre alors aux plaisirs chez lui. Il eut comme élève Abd al-Hay qui devint par la suite l'un des artistes de premier plan de la bibliothèque de Bagdad du sultan Ahmad Djalayir et qui donna des subsides à son vieux maître qui en retour lui livrait tout son enseignement.
Doust Mohammad évoque aussi un disciple non moins talentueux de Chams ad-Din en la personne de Djouneyd dont le pinceau est le plus lyrique de tous ses élèves. Il n'existe plus aucune miniature signée de Chams ad-Din. Doust Mohammad déclare que le manuscrit du Livre des Rois sur lequel travailla Chams ad-Din était de forme carrée; malheureusement ce manuscrit ne nous est pas parvenu.
Une partie des historiens d'art estiment que l'on doit au pinceau de Chams ad-Din la miniature intitulée « Iskander combattant les loups » issue de feuillets du Livre des Rois conservés au musée de Topkapi à Istanbul, mais cet avis n'est pas unanime.

## Source
- (ru) Cet article est partiellement ou en totalité issu de l’article de Wikipédia en russe intitulé « Шамс ад-Дин (художник) » (voir la liste des auteurs).